# Mr. Irrelevant

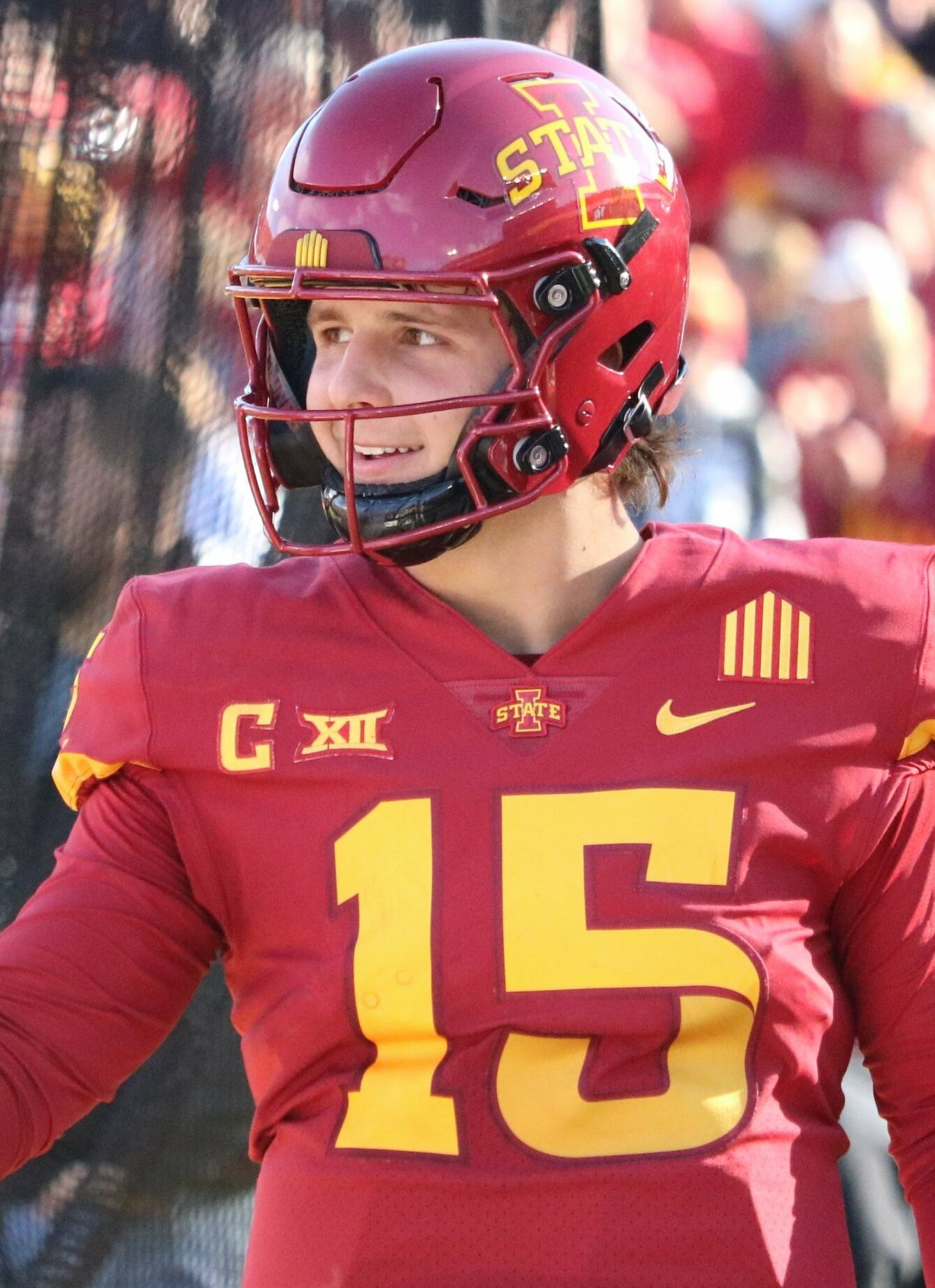
Brock Purdy avec les Cyclones d'Iowa State en 2021 (avant sa draft).

Mr. Irrelevant (que l'on pourrait traduire en français par « Monsieur sans importance »), est le titre parodique décerné tous les ans au dernier choix d'une draft, notamment la draft de la NFL et la draft de la NBA.
Au football américain, bien que la première Draft NFL date de 1936, le premier à avoir reçu ce titre fut Kelvin Kirk (en), choisi en 487e position de la draft 1976 de la NFL. Plus récemment, l'un des exemples notable de joueur ayant été sélectionné en dernier est le quarterback Brock Purdy qui a réalisé une saison 2023 de la NFL très réussie.
Le 228e et dernier choix de la Draft 1984 de la NBA, Dan Trant, connaît une notoriété posthume après le documentaire réalisé sur cette draft en 2014 qui présente sous un jour « attachant » ce joueur non retenu par les Celtics de Boston pour intégrer l'équipe au terme de la pré-saison et qui trouvera plus tard la mort dans les attentats du 11 septembre 2001.